# Watara Supervision
O Watara Supervision é um console portátil monocromático, original de Hong Kong, e foi introduzido em 1992 como concorrente do Game Boy.
Foi fabricado por várias empresas com diferentes nomes em vários países do mundo como QuickShot Supervision, Travell Mate, Hartung SV-100, e Electrolab na Argentina. O console atraiu atenção principalmente pelo preço bem inferior ao game Boy, contudo, não alcançou sucesso pela falta de suporta das grandes desenvolvedoras de jogos da época.

## Especificações

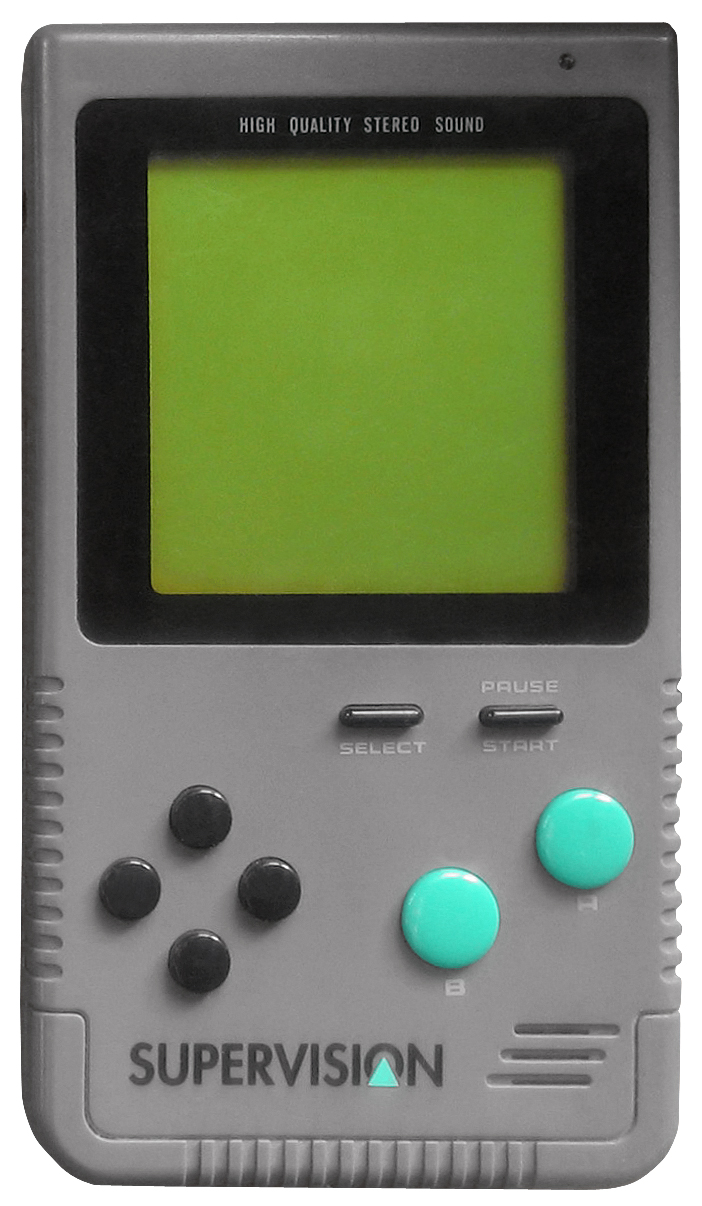
Segundo modelo do Supervision semelhante a um Game Boy.

- CPU: 8-bit 65C02, rodando a 4 MHz
- Tela: 61 mm × 61 mm (2.37 inches × 2.37 inches), 160 × 160 pixels, 4 greys LCD.[2] There was no hardware video acceleration, graphics had to be drawn by software to a framebuffer.
- Som: 2 Tonal and 1 Noise Channel plus additional audio DMA stereo output channel. Built-in speaker and headphone jack with stereo earphones included.
- Alimentação: 4 × AA batteries or 6V AC/DC adapter
- porta de comunicação: Two Player Link using DE-9 connector.
- Porta de cartuchos
- Controle para 1 jogador
- Adaptador de TV
- Tela móvel